# تونل‌سازی

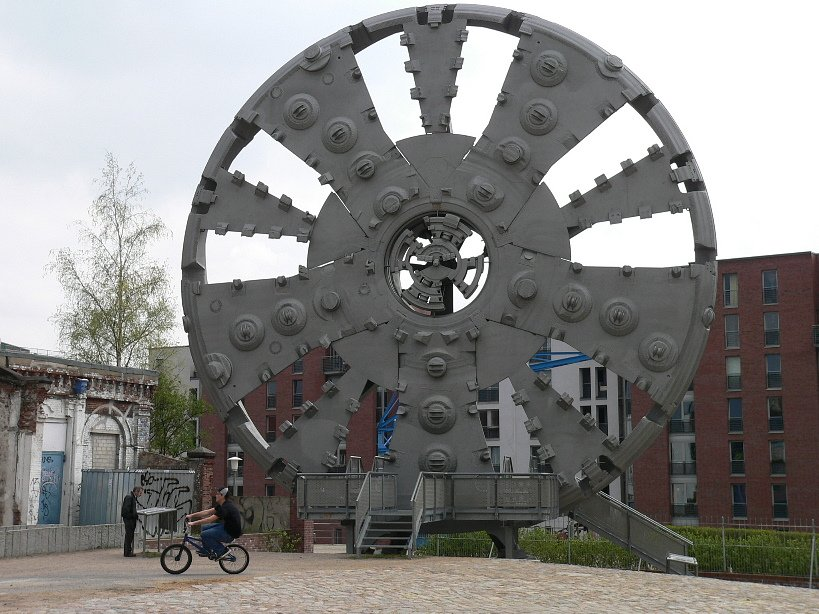
قسمت قطع‌کنندهٔ ماشین تونل‌ساز برای New Elbe Tunnel

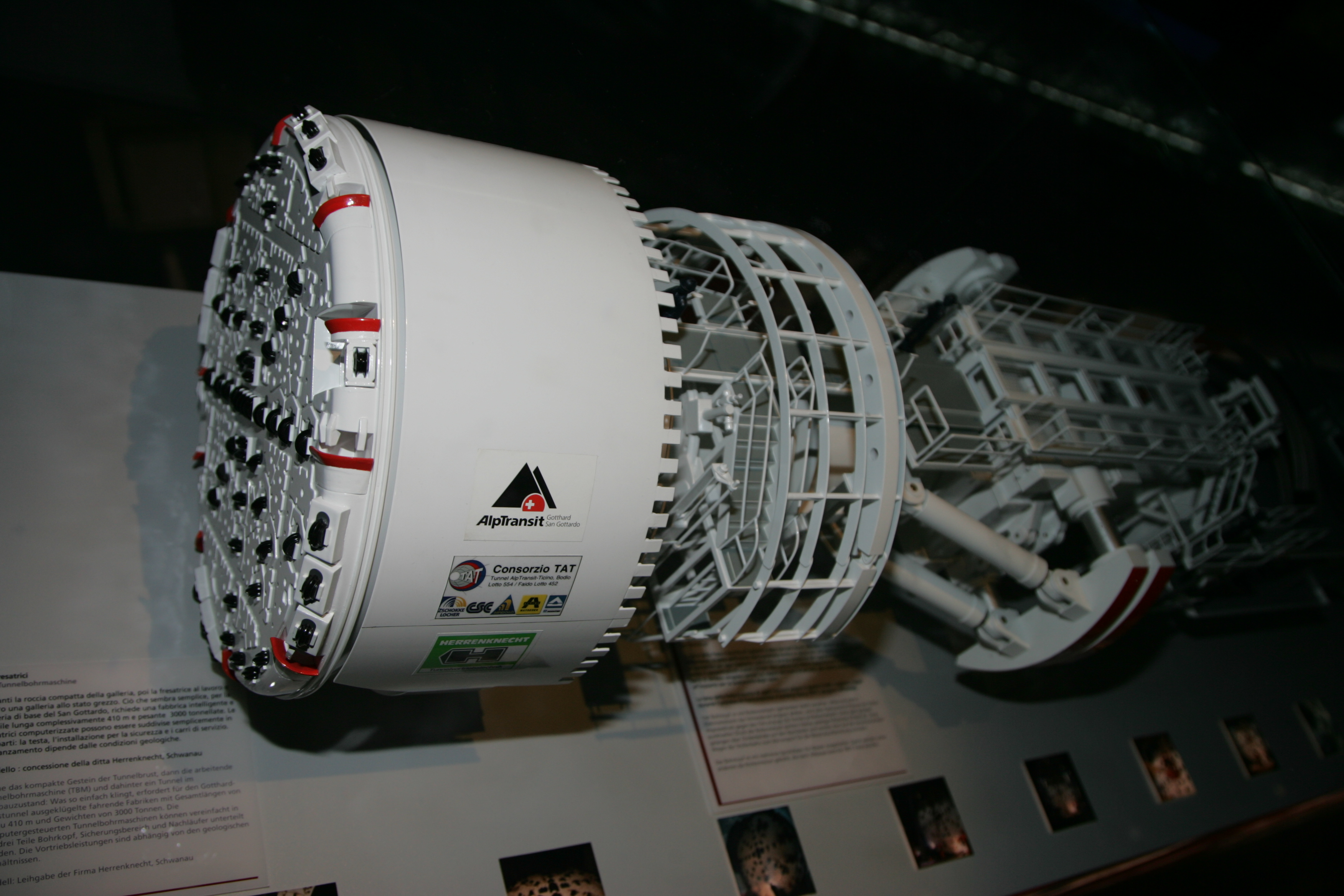
قسمتی از ماشین تی‌بی‌ام که برای ساختن تونل زیرزمینی به‌کار گرفته می‌شود.

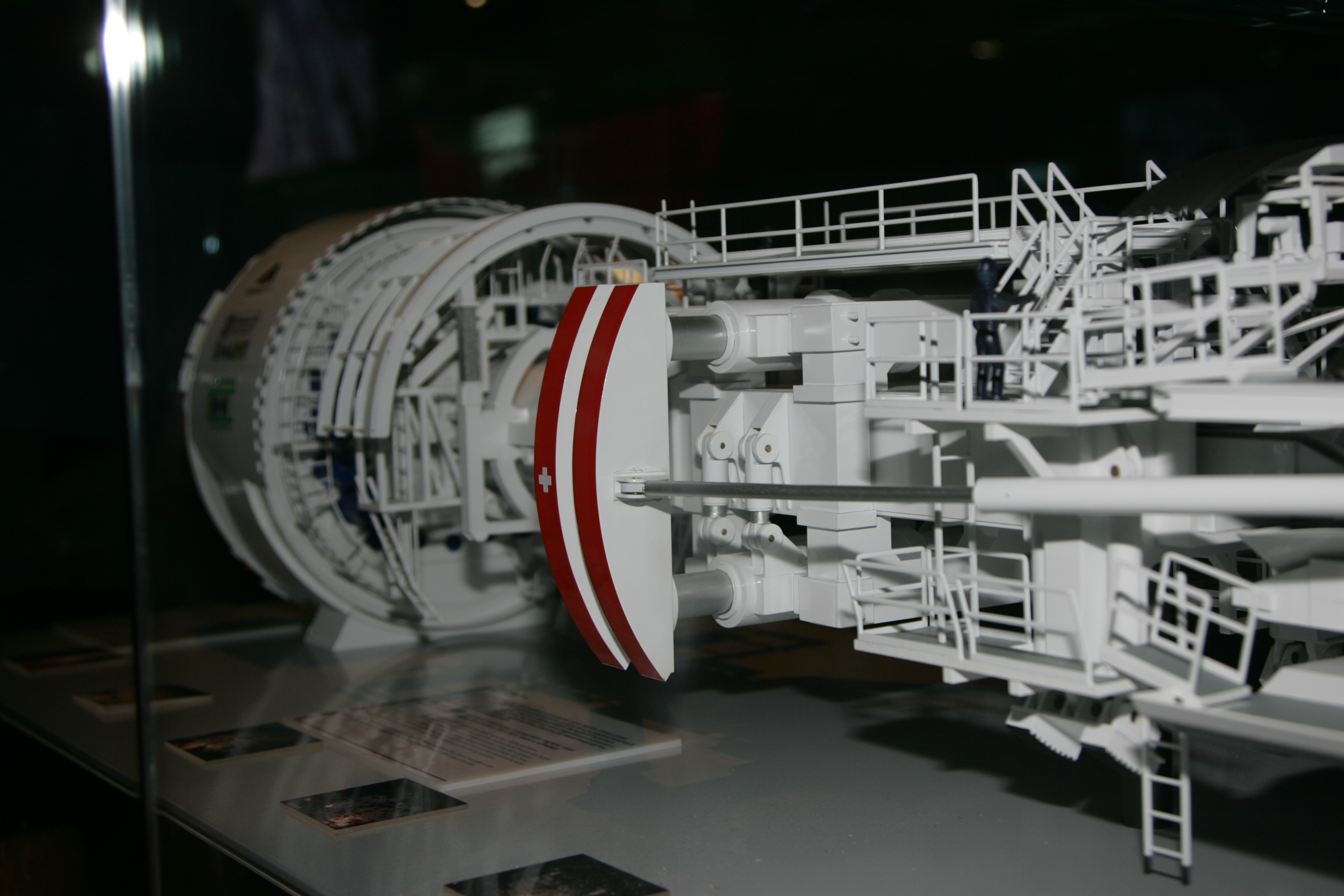
ماشین سازندهٔ تونل که توسط سیستم هیدرولیک بلند می‌شود.

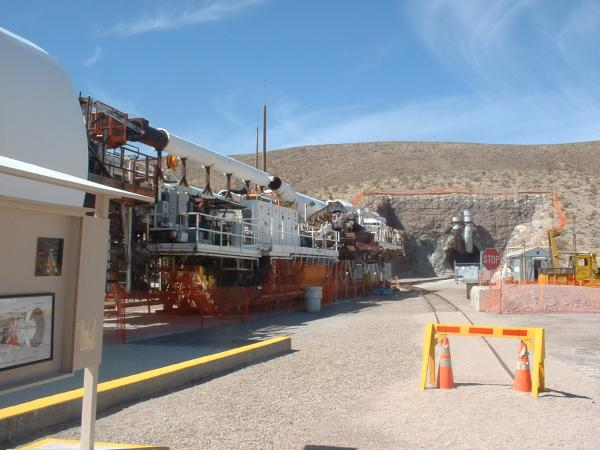
ماشین تی‌بی‌ام که برای ساختن تونل در کوه استفاده می‌شود و در شهر نوادا مورد استفاده قرار گرفته‌بود.

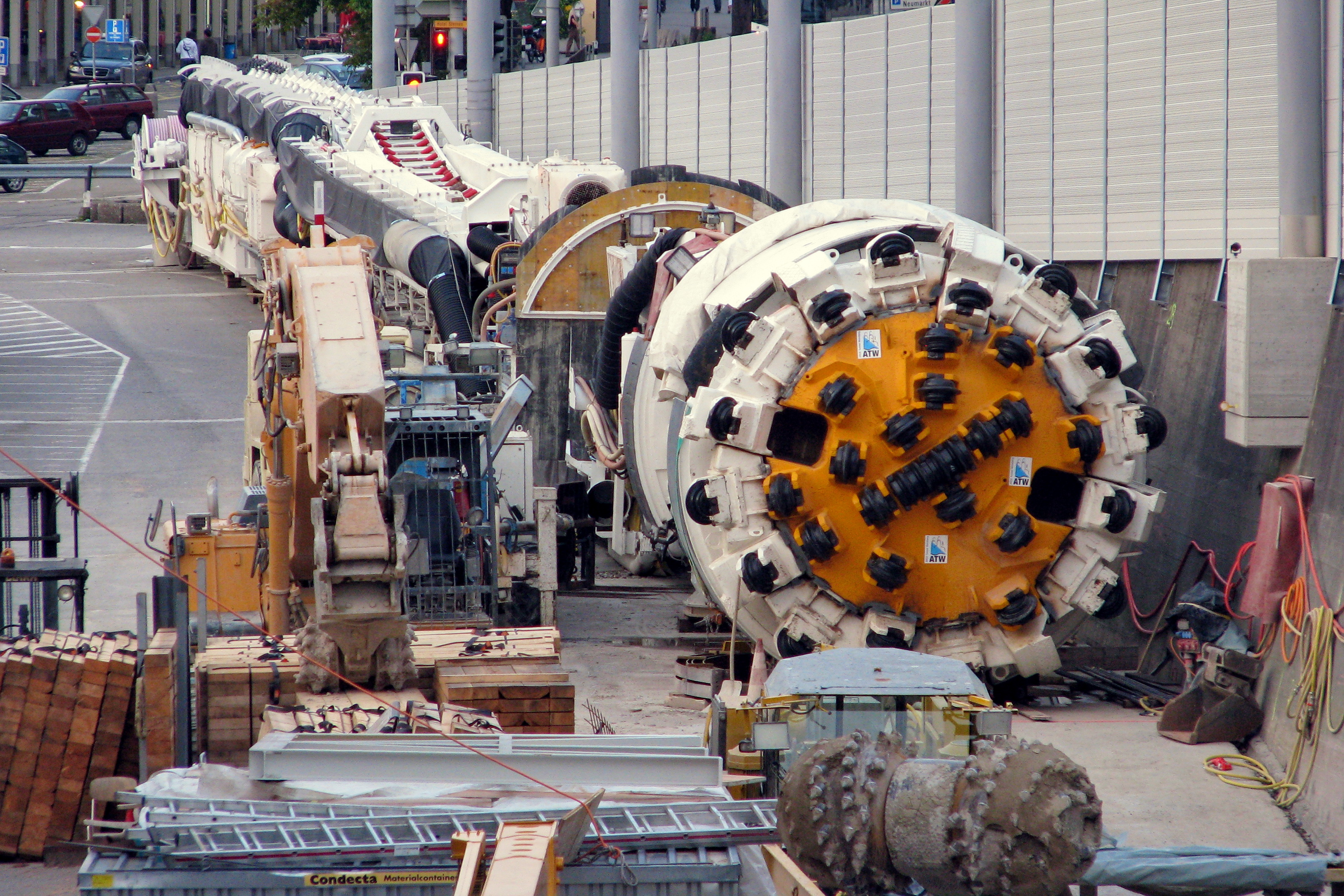
ماشین سوراخ‌کن تونل در گوشه‌ای از تونل وین‌بورگ المان ستیشن ریل زوریج اویرلیکون

تونل‌سازی در جهان امروز یکی از مشاغل مهم است که در شرایط موجود، راه‌های سخت‌گذر را خیلی آسان ساخته‌است. اکنون تونل‌سازان توانسته‌اند در زیر دریاها، میان کوه‌ها و زیر زمین و حتی برای مقاصد راه اتصالی و انتقال سیم برق و تلفن، خط ریل، مخفی‌گاه‌ها، گدامها، انتقال پایپ لاین، پایپ آب و غیره تونل ایجاد کنند. یکی از کارهای مشکل تونل‌سازی حفر یا ایجاد سوراخ تونل است که باید دقیق به محلی که تونل ختم می‌شود سوراخ شود. بدین منظور، کمپانی‌های مجرب وجود دارد. این کمپانی‌ها از وسایل مدرن به‌نام تی‌بی‌ام (TBM: tunnel boring machine) استفاده می‌کنند. این ماشین‌ها توسط شرکت روبین کانادایی و سایر کمپانی‌ها ساخته می‌شود.
ماشین TBM می‌تواند ۱۶ متر در روز حفر کند. از این ماشین برای سوراخ کردن سنگ و خاک و ریگ استفاده می‌شود و حتی توانایی سوراخ کردن زمین به‌شکل افقی را نیز دارد. قطر این ماشین‌ها، که برای سوراخ کردن سنگ‌ها به‌کار می‌رود ۱۴٫۳ متر است. برای سوراخ کردن خاک و ریگ نیز شرکتی آلمانی با نام Herrenknecht AG توانسته‌است به قطر ۱۵٫۴۳ متر در پروژهٔ شانگهای چین و در سال ۲۰۰۵ قطر ۱۹ متر را تولید کند. در صنعت طراحی و ساخت تونل‌ها کشورهای آمریکا، آلمان، ژاپن، چین و روسیه این فناوری را دارا هستند.
استفاده از ماشین‌های غول‌پیکر در ساختن تونل‌های طویل، کاری است اقتصادی، سریع و به‌صرفه؛ ولی در ساختن تونل‌های کوتاه، این کار جنبهٔ اقتصادی ندارد و از وسایل کوچک‌تر که با نام TBMs شناخته می‌شوند استفاده می‌کنند. تونل‌ها به‌شکل مستطیل و مدوّر ساخته می‌شوند. تونل‌های مدوّر مقاومت خیلی زیاد در برابر وزن واردشده دارند.

## تاریخچه
بشریت پس از اینکه توانست ابزار کار را خود تولید کند، در جستجو و کاوش چیزهای جدید به قصد مرفه ساختن حیات خویش برآمد. ازجمله آغاز به کندن کوه و زمین به‌قصد ساخت پناه‌گاه، چاه آب، و استخراج معادن نمود که در زبان فارسی به نام چاه کندن در زمین، صوف کشیدن در زیر زمین تپه و کوه، شکاف یا سوراخ‌کاری در اجسام سخت یاد می‌گردید. پس از مدت‌زمانی با تولیدکردن ابزار مدرن‌تر آغاز به «نقم‌کاری» تونل‌سازی در زیر زمین یا کوه به‌منظور راه تجارتی، کانال آب، راه جنگی استفاده نمودند. پس از اختراع و اکتشافات وسایل مدرن برقی و سیستم هیدرولیک تونل‌ها برای چندین مقصد مورد استفاده قرار گرفت. هزار سال قبل از میلاد مسیح، بابلی‌ها، مصری‌ها و یونانی‌ها به‌منظور کشف مواد معدنی یا دفن شاهانشان به حفر تونل می‌پرداختند. احتمالاً اولین تونل در سال ۲۱۰۰ قبل از میلاد توسط بابِلی‌ها در بستر خشکیدهٔ رودخانهٔ فرات بنا شده‌است. در سال ۲۵۰ قبل از میلاد، مقارن با عصر اسکندر مقدونی، تونلی به‌اندازهٔ بیشتر از ۲ کیلومتر توسط یونانی‌ها در جزیرهٔ ساموس حفر شده‌است. مشهورترین تونل در زمان‌های قدیم توسط مصریان در ناحیهٔ لاکسور در زیر زمین حفر گردیده‌است که دارای صدها راهرو پیچیده‌است. مصریان عادت داشتند جسد پادشاه خود را با تعدادی جواهر قیمتی دفن کنند. به‌خاطر جلوگیری از دستبرد، ابتدا تونل حفر می‌کردند و جسد شاه خود را در اتاق می‌گذاشتند.

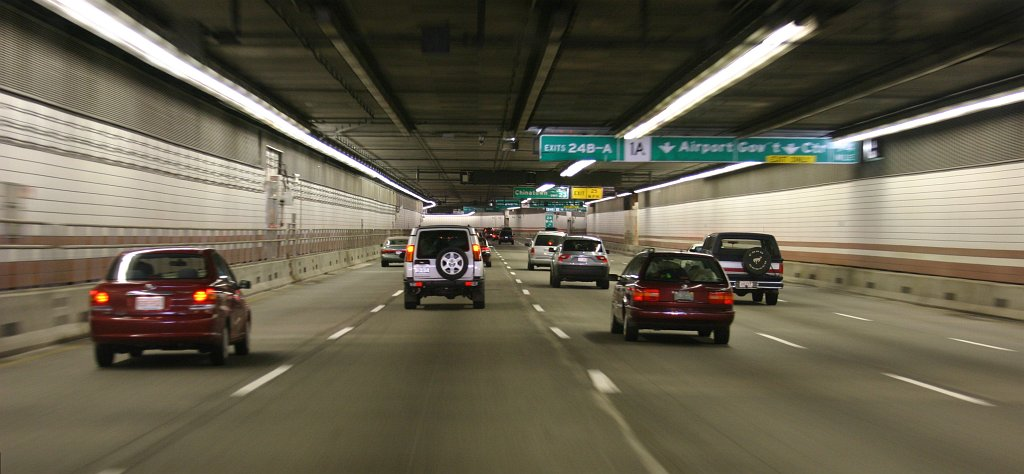
Central Artery/Tunnel Project تونل آرتری یا شریانی که یکی از بزرگ‌ترین تونل‌های چندین شبکه در شهر بوستون ایالات متحدهٔ آمریکاست که به نام پروژهٔ بگ دیگ یاد می‌شود

کانال سوئز یکی از بزرگ‌ترین آثار ساخت دست بشر است که توسط هخامنشیان بنا شده‌است.
رومیان اولین تونل آب را به مساحت ۵٫۶ کیلومتر از جهیل (Fucino Lake) تا قسمت شرقی روم ساخته‌اند. گفته می‌شود که برای ساختن این تونل تعداد ۳۰٬۰۰۰ کارگر به‌کار گرفته شده‌است.
ساختمان این تونل ده سال طول کشید.

ساخت تونل مدرن در سال ۱۷۶۰ توسط انگلیسی‌ها آغاز شد. در سال ۱۸۲۵ کارِ ساختمان چینل تونل و تونل خط ریل در انگلیس آغاز گردید. اولین تونل زیردریایی در سال ۱۸۲۵ در زیر دریای تامس آغاز گردید و کار تونل تا ۱۸۴۳ ادامه داشت. ایدیا تونل چینلی بین فرانسه و انگلیس برای اولین بار توسط یک مهندس فرانسوی به نام آلبرت ماتیو در سال ۱۸۰۲ طرح شد. کار ساختمان این طرح در آخر سال ۱۸۷۰ آغاز شد، ولی در سال ۱۸۸۲ ساختِ این ساختمان متوقف شد. در سال ۱۹۷۳ دوباره کار تونل آغاز شد، ولی در سال ۱۹۷۵ به‌دلیل استهلاک آن، بسته شد. بالاخره در سال ۱۹۸۰، با استفاده از ماشین‌های مدرن، کار تونل آغاز شد و در سال ۱۹۹۴ به اتمام رسید و از آن به نام ایرو لاین یاد می‌شود. در افغانستان و ایران تونل‌های عصری نیز حفر شده‌است که از آن جمله‌اند تونل‌های تونل سالنگ، تونل برفی ازنا، تونل توحید و تونل استقلال.

## مراحل ساختمان تونل
- قبل از ساختمان تونل''

زمانی که یک کشور می‌خواهد تونل بسازد بدین معنی است که نیاز مبرم به وجود آن دارد. مثلاً تونل زیردریایی در دانمارک، کشورهای اسکاندیناوی را به اروپا متصل کرد. در افغانستان، تونل سالنگ، شمالِ این کشور را به جنوب آن وصل کرد.

قبل از اینکه تونل ساخته شود، توجه به موارد ذیل ضروری است:

سروی خاک، نوع سنگ، توپوگرافی، راه خروجی، تعیین مکان‌های عملیات حفاری یا نصب ماشین، تهویه، موارد استفاده، عمر تونل، سیستم کار در تونل، تعداد پرسنل کار، نوع ماشین، ساختن بیس یا محل اداره و گدام در نزدیک تونل، محل کنترل، جلوگیری از احتمالات سنگ‌ریزی و آب، مخرج خروجی آب، سیستم روشنایی برای کار تونل و نصب پایپ لاین ضروری، بیمهٔ کار و بیمهٔ تونل، و سایر موارد استفاده از تونل.
- در جریان ساختن تونل''
- پس از سوراخ‌کاری تونل